# Stefan Mładenow
Stefan Mładenow (bułg. Стефан Младенов; ur. 15 grudnia 1880 w Widyniu, zm. 1 maja 1963 w Sofii) – bułgarski językoznawca, slawista i indoeuropeista.
Kształcił się w Sofii (1898–1902), Wiedniu (1903–1904) i Sankt Petersburgu (1904–1905). W latach 1921–1948 był profesorem uniwersytetu w Sofii. W 1929 r. został członkiem Bułgarskiej Akademii Nauk, a od 1928 r. był członkiem Polskiej Akademii Umiejętności.
Jego dorobek obejmuje ponad 1000 prac z zakresu dialektologii, historii i kultury języka bułgarskiego, m.in. Byłgarski tyłkowen recznik... (t. 1 1927), Geschichte der bulgarischen Sprache (1929). Sporządził pierwszy opis historyczny języka bułgarskiego.